# Pedro Lopes (argumentista)
Pedro Lopes (Lisboa, 18 de agosto de 1976) é um argumentista português, licenciado em História pela Faculdade de Letras da Universidade de Lisboa, Mestre em Comunicação, Cinema e Televisão, e doutorando em Ciências da Comunicação pelo ISCTE. Desde 2007 exerce funções como Director de Conteúdos da produtora SP Televisão. 
Simultaneamente é professor no Mestrado de Audiovisual e Multimédia e na pós-graduação em Storytelling, da Escola Superior de Comunicação Social; é ainda professor no Mestrado de Comunicação, Televisão e Cinema, da Universidade Católica de Lisboa. Ainda no âmbito académico é Investigador da Escola Superior de Comunicação Social e da Universidade Católica Portuguesa, e vice-coordenador da equipa portuguesa do Observatório Ibero-Americano da Ficção Televisiva (OBITEL). Possuí vários artigos académicos publicados em múltiplas revistas internacionais e obras coletivas, entre os quais o capítulo A ficção como forma de olhar para o passado e o futuro. A série Why Women Kill e a visão contemporânea das relações românticas publicado pela Cátedra UNESCO de Igualdad de Género en Instituciones de Educación Superior, e o artigo La alfabetización de la memoria: la ficción como espacio para recordar y olvidar diferentes comunidades étnicas, sociales y económicas publicado pela revista Comunicación y Medio.
Tem escrito para cinema e televisão, sendo da sua autoria mais de vinte títulos, entre curtas e longas-metragens, mini-séries, séries e telenovelas. As suas obras têm estado presentes nos principais festivais internacionais de televisão, como os Emmy Internacional e Seoul International Drama Awards. Em 2021 criou a primeira série original portuguesa da Netflix - “Glória”  (forbes.com), vencedor de um Globo de Ouro (Portugal) na categoria de melhor projecto de ficção. É autor e produtor executivo da série Codex 632, uma adaptação do romance homónimo de José Rodrigues dos Santos, uma parceria entre RTP, SPi e Globoplay, que venceu a medalha de Bronze no New York Festivals – TV & Film Awards e foi nomeado para os Globos de Ouro (Portugal), da SIC para Melhor Projeto na categoria de Ficção. Em 2024, foi autor do documentário da Prime Video, Sr. Presidente, sobre o dirigente desportivo do Futebol Clube do Porto, Jorge Nuno Pinto da Costa. 
Desde 2021 tornou-se membro da Academy of Television Arts & Sciences (Emmy). 
Em 2024, foi speaker no Tribeca Film Festival, no painel "What Truly Makes a Story Great?", que contou com a presença de Chazz Palminteri, Albano Jerónimo, Victoria Guerra, Patrícia Vasconcelos, Joana Vicente e moderação de Rui Maria Pêgo. 

## Carreira
Pedro Lopes começou como autor da Casa da Criação onde colaborou na escrita de várias telenovelas da TVI como Saber Amar, Queridas Feras e Morangos com Açúcar. Em 2007 mudou-se para a SP Televisão, tornando-se Diretor de Conteúdos e escrevendo séries para a RTP e telenovelas para a SIC.
Na SIC estreou-se como autor principal em 2009 com Perfeito Coração, protagonizada por Ricardo Pereira e Sandra Barata Belo, e que foi a primeira novela a solo do autor.
Seguiu-se em 2011 com Laços de Sangue, a primeira co-produção entre a SIC e a Globo. Foi vencedor de um Emmy Internacional atribuído pela Academy of Television Arts & Sciences e que conta com a participação de Diana Chaves, Diogo Morgado e Joana Santos nos papéis principais. Em 2024, o projeto foi adaptado pela Televisa, com o título de Vivir de Amor.  
Também em 2011, venceu o prémio especial do júri com a série Cidade Despida no International Festival of Detective Films and Television Programs, em Moscovo. 
Em 2011 escreveu Dancin' Days, o remake português da novela de sucesso da Globo escrita por Gilberto Braga e emitida no final dos anos 70.
No ano seguinte, escreveu Sol de Inverno protagonizada por Maria João Luís e Rita Blanco.
Enquanto autor das telenovelas "Dancin' Days" e "Sol de Inverno", Pedro Lopes garantiu a presença sistemática de personagens homossexuais no horário nobre da SIC e foi premiado pelos Prémio Arco-íris da ILGA. Foi-lhe ainda atribuído um Prémio Media na 10.ª edição dos prémios rede Ex aequo (associação de jovens lésbicas, gays, bissexuais e transgéneros).
Em 2013 foi nomeado para os Prémios Sophia, da Academia Portuguesa de Cinema, na categoria de melhor argumento original com a longa-metragem Assim Assim.
Em 2015 assinou Coração d'Ouro, cujas gravações decorreram entre o Porto, Douro, Lisboa e Açores, tendo arrecadado uma medalha de ouro no New York Festival’s World’s Best TV & Films. 
Em 2018 ganha a Medalha de Ouro no World Media Award Television & Corporate Media Awards e a nomeação na categoria de Melhor Série de Longa Duração no Rockie Awards, Banff World Media Festival.com Alma e Coração, a nova novela da SIC gravada em Portugal, Itália e Marrocos.
No ano de 2019 foi considerado um dos melhores Argumentistas com a nomeação de Best Screenwriter no Seoul Internacional Drama Awards juntamente com Jed Mercúrio, Michael Lesslie, Claire Wilson e Pheobe Waller - Bridge. 
Em 2019 foi argumentista da série Auga Seca, produzida pela SPi e Portocabo e exibida pela RTP e TVG. E coordenador de adaptação da série Conta-me como Foi exibida pela RTP. 
Foi presidente da APAD - Associação Portuguesa de Argumentistas e Dramaturgos entre 2021 e 2022. 
É o autor da primeira série original portuguesa da Netflix - Glória.  PÚBLICO (publico.pt). Em 2021 foi pré-nomeada para os prémios PLATINO del Cine  Iberoamericanos nas categorias de melhor argumento e melhor série. Em 2022 Glória ganhou na categoria de melhor série/telefilme do ano nos Prémios Sophia, atribuídos pela Academia Portuguesa de Cinema. 
É autor e produtor executivo da série Codex 632, uma adaptação do bestseller de José Rodrigues dos Santos, realizada por Sérgio Graciano e com a participação de actores e atrizes Paulo Pires, Deborah Secco, Ana Sofia Martins e Betty Faria. É uma coprodução internacional entre a Globoplay e SPi, com distribuição Globoplay e RTP. A série venceu a medalha de Bronze no New York Festivals – TV & Film Awards e esteve nomeada para os Globos de Ouro (Portugal), da SIC para Melhor Projeto na categoria de Ficção.   
Em 2024, foi autor do mini-série Sr. Presidente, é uma série documental, de três episódios, um retrato de Jorge Nuno Pinto da Costa, o sempre polémico e provocador Presidente do Futebol Clube do Porto. O documentário foi distribuído pela Prime Video e conta com a participação de José Mourinho, Florentino Pérez, Joan Laporta, Angel Gil, Paulo Futre, Madjer, Deco, Pepe (futebolista) ou o ex-Presidente da República António Ramalho Eanes. 
É produtor executivo da série Cold Haven , uma co-produção entre a SPi e a produtora islandesa Glassriver que será distribuída pela RTP em 2025.

### Júri
2022. Grand Jury, New York Film and TV Fest. 
2022. Júri dos Prémios TV de Veneza.
2018.  Júri na categoria Telenovela nos International Emmy Awards.
2018. Grand Jury, NYF TV & Film Awards - New York Festivals.
2017. Grand Jury, NYF TV & Film Awards - New York Festivals.
2016. Selecção Ensaios, Caminhos do Cinema Português. 
2016. Grand Jury, NYF TV & Film Awards - New York Festivals.
2013. Júri na Categoria Série de Comédia nos International Emmy Awards.
2012 / 2018 / 2014 / 2015. Prémios Tripla, Fundação EDP. 
2011. 24 Horas Restart.

### Televisão
Telenovelas
| Título                         | Ano  | Creditado como | Creditado como | Creditado como      | Notas                                  | Emissora |
| Título                         | Ano  | Autor          | Co-autor       | Supervisor de texto | Notas                                  | Emissora |
| ------------------------------ | ---- | -------------- | -------------- | ------------------- | -------------------------------------- | -------- |
| Anjo Selvagem                  | 2001 |                | Sim            |                     | autor juntamente com a Casa da Criação | TVI      |
| Saber Amar                     | 2003 |                | Sim            |                     | autor juntamente com a Casa da Criação | TVI      |
| Queridas Feras                 | 2003 |                | Sim            |                     | autor juntamente com a Casa da Criação | TVI      |
| Morangos com Açúcar (2ª série) | 2004 |                | Sim            |                     | autor juntamente com a Casa da Criação | TVI      |
| Mundo Meu                      | 2005 |                | Sim            |                     | autor juntamente com a Casa da Criação | TVI      |
| Doce Fugitiva                  | 2006 |                | Sim            |                     | autor juntamente com a Casa da Criação | TVI      |
| Morangos com Açúcar (5ª série) | 2007 | Sim            |                |                     | autor juntamente com a Casa da Criação | TVI      |
| Perfeito Coração               | 2009 | Sim            |                |                     |                                        | SIC      |
| Laços de Sangue                | 2010 | Sim            |                |                     | supervisão de texto de Aguinaldo Silva | SIC      |
| Dancin' Days                   | 2012 | Sim            |                |                     | Remake de Dancin' Days                 | SIC      |
| Sol de Inverno                 | 2013 | Sim            |                |                     |                                        | SIC      |
| Os Nossos Dias                 | 2014 |                |                | Sim                 |                                        | RTP      |
| Coração d'Ouro                 | 2015 | Sim            |                |                     |                                        | SIC      |
| Espelho d'Água                 | 2017 |                |                | Sim                 |                                        | SIC      |
| Alma e Coração                 | 2018 | Sim            |                |                     |                                        | SIC      |

Séries
| Ano         | Trabalho          | Emissora      | Escalão                                 | Parceiros Titulares |
| ----------- | ----------------- | ------------- | --------------------------------------- | ------------------- |
| 2025        | Cold Haven        | RTP           | Produtor Executivo                      |                     |
| 2024        | Sr Presidente     | Prime Video   | Autor                                   |                     |
| 2023        | Codex 632         | Globoplay RTP | Autor e Produtor Executivo              |                     |
| 2023        | Os Eleitos        | OPTO          | Autor e Argumentista                    |                     |
| 2021        | Glória            | Netflix       | Autor                                   |                     |
| 2019        | Auga Seca         | HBO           | Argumentista                            |                     |
| 2019        | Conta-me como foi | RTP           | Coordenador de Adaptação e Argumentista |                     |
| 2011        | Velhos Amigos     | RTP           | Autor principal                         |                     |
| 2011        | A Família Mata    | SIC           | Autor principal                         |                     |
| 2011        | Maternidade       | RTP           | Autor principal                         |                     |
| 2010        | Cidade Despida    | RTP           | Autor principal                         |                     |
| 2010        | Voo Directo       | RTP TPA       | Autor principal                         |                     |
| 2010        | Lua Vermelha      | SIC           | Autor principal                         |                     |
| 2009 a 2011 | Pai à Força       | RTP           | Autor principal                         |                     |
| 2008 a 2011 | Liberdade 21      | RTP           | Autor principal                         |                     |
| 2002        | Bons Vizinhos     | TVI           | Autor juntamente com a Casa da Criação  |                     |

### Cinema
- Em 2012 foi o autor da longa-metragem Assim Assim, filme de Sérgio Graciano[10], em prolongamento da curta-metragem já existente também da sua autoria.
- Em 2011 escreveu a curta-metragem O Dia Mais Feliz Da Tua Vida da sua autoria.

### Nomeações e Prémios Nacionais e Internacionais
Globos de Ouro - SIC/ SIC CARAS
- Série

2024 - Codex 632 - Nomeado
New York Festivals – TV & Film Awards
- Série

2024 - Codex 632 - Vencedor Medalha de Bronze
2024 - Motel Valkirias - Vencedor Medalha de Prata 

#### Globos de Ouro - SIC/ SIC CARAS
- Série

2022 - Glória - Vencedor

#### International Emmy Awards
- Telenovela

2011 - Laços de Sangue - Vencedor

#### Seoul International Drama Awards
- Melhor Mini Série Dramática

2011 - Cidade Despida - Nomeação
- Melhor Série Dramática

2019 - Alma e Coração - Nomeação
- Melhor Argumentista

2019 - Alma e Coração - Nomeação

#### New York Festivals International TV &Films Awards
- Telenovela

2016 - Coração D'Ouro - Medalha de Ouro

#### Moon Dance International Film Festival
- Projetos Escritos para TV

2016 - Coração D'Ouro - Finalista

#### Rockie Awards, Banff World Media Festival
- Melhor Melodrama

2018 - Espelho D'Água - Nomeação
- Melhor Série de Longa Duração

2019 - Alma e Coração - Nomeação

#### World Media Award Television & Corporate Media Awards
- Telenovela

2019 - Alma e Coração - Medalha de Ouro

#### Prémios Áquila
- Melhor Telenovela

2014 - Sol de Inverno - Vencedor
2015 - Coração d'Ouro - Nomeação

#### Festival de Televisão de Monte Carlo
- Melhor Produção Europeia

2009 - Liberdade 21 - Nomeação
2010 - Cidade Despida - Nomeação
2011 - Pai à Força - Nomeação
- Melhor Produção Internacional

2010 - Cidade Despida - Nomeação
2011 - Pai à Força - Nomeação

#### Festival de Ficção de Roma
- Continuing Series

2009 - Liberdade 21 - Pré - Selecção
2009 - Pai à Força - Pré- Selecção

#### Festival de la Fiction TV de la Rochelle
- Seleção Europeia

2009 - Liberdade 21 - Nomeação
2011 - O Segredo de Miguel Zuzarte - Nomeação

#### Prix Europa
- Melhor Série de Ficção

2009 - Liberdade 21 - Nomeação

#### Festival Internacional "DetectiveFEST" (Moscovo)
- Melhor Série Temática

2011 - Cidade Despida - Prémio Especial

#### Prémio Autores
- Melhor Programa de Ficção/ Série

2010 - Pai à Força - Nomeação
2012 - Pai à Força - Nomeação
2015 - Sol de Inverno - Nomeação
2016 - Coração de Ouro - Nomeação
- Melhor Programa de Ficção/ Telenovela

2012 - Laços de Sangue - Nomeação

#### Shortcutz Lisboa
- Melhor Argumento

2011 - Assim Assim - Vencedor

#### Prémios Sophia, Academia Portuguesa de Cinema
- Melhor Série/ Telefilme

2022 - Glória - Vencedor
- Melhor Argumento Original, Longa-Metragem de Ficção

2013 - Assim Assim - Nomeação
- Melhor Curta-Metragem de Ficção

2013 - O Dia Mais Feliz Da Tua Vida - Nomeação